# Viaduct

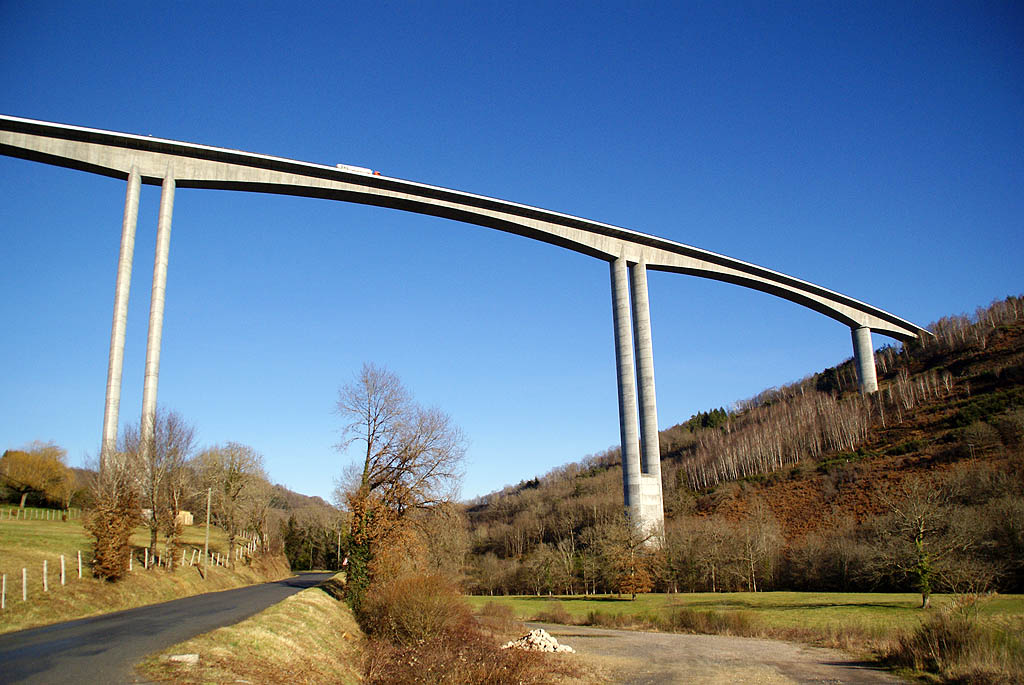

Viaduct este un termen care provine din limba latină (via=drum + ducere=a duce, a conduce). Ca viaduct denumim astăzi o lucrare de artă (pod), în general de lungime mare, care permite traversarea unei văi adânci de către un drum sau o cale ferată.
Viaductul poate fi construit din piatră, cărămidă, beton, metal sau lemn.

## Istoric

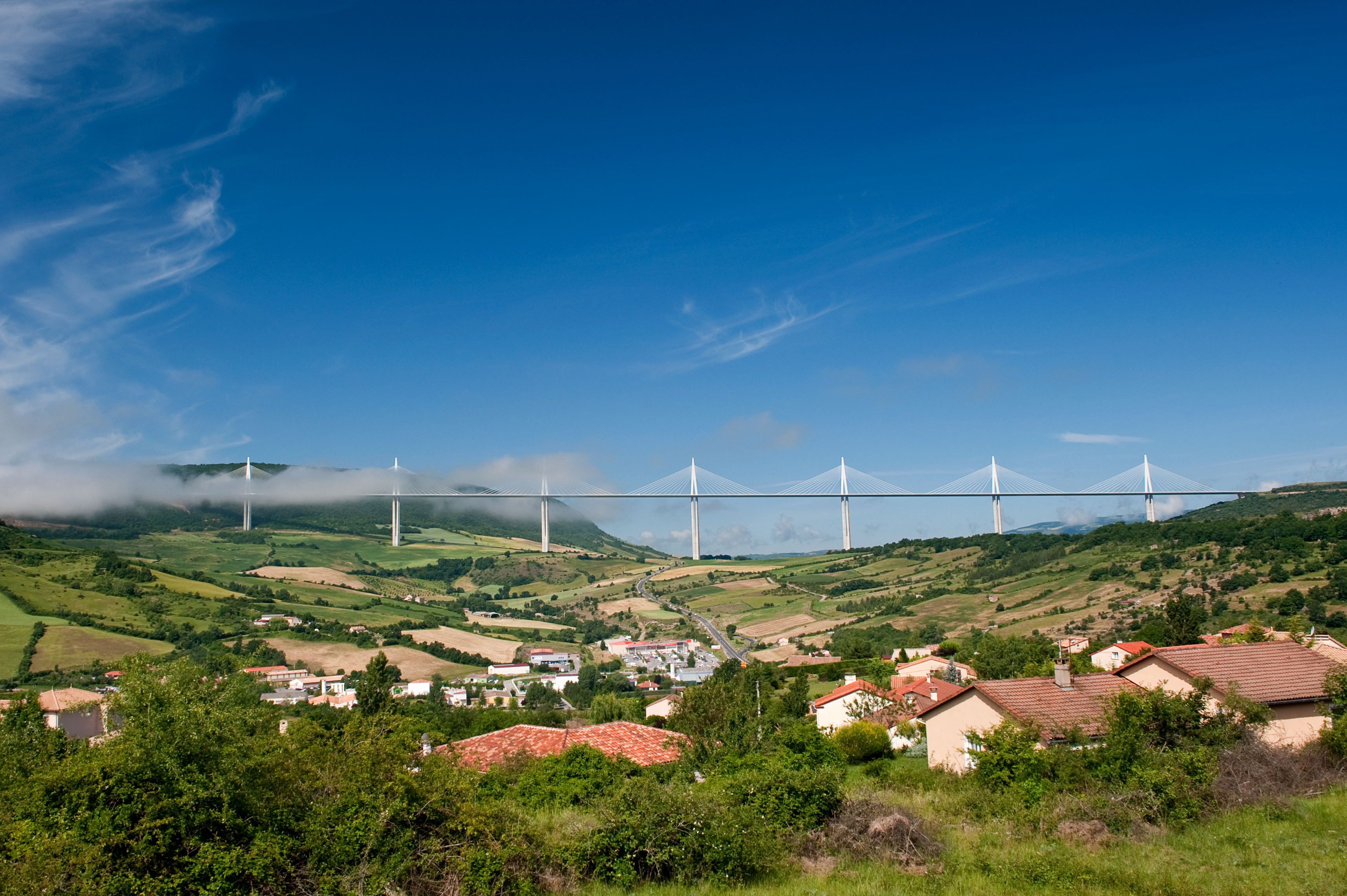
Viaductul Millau

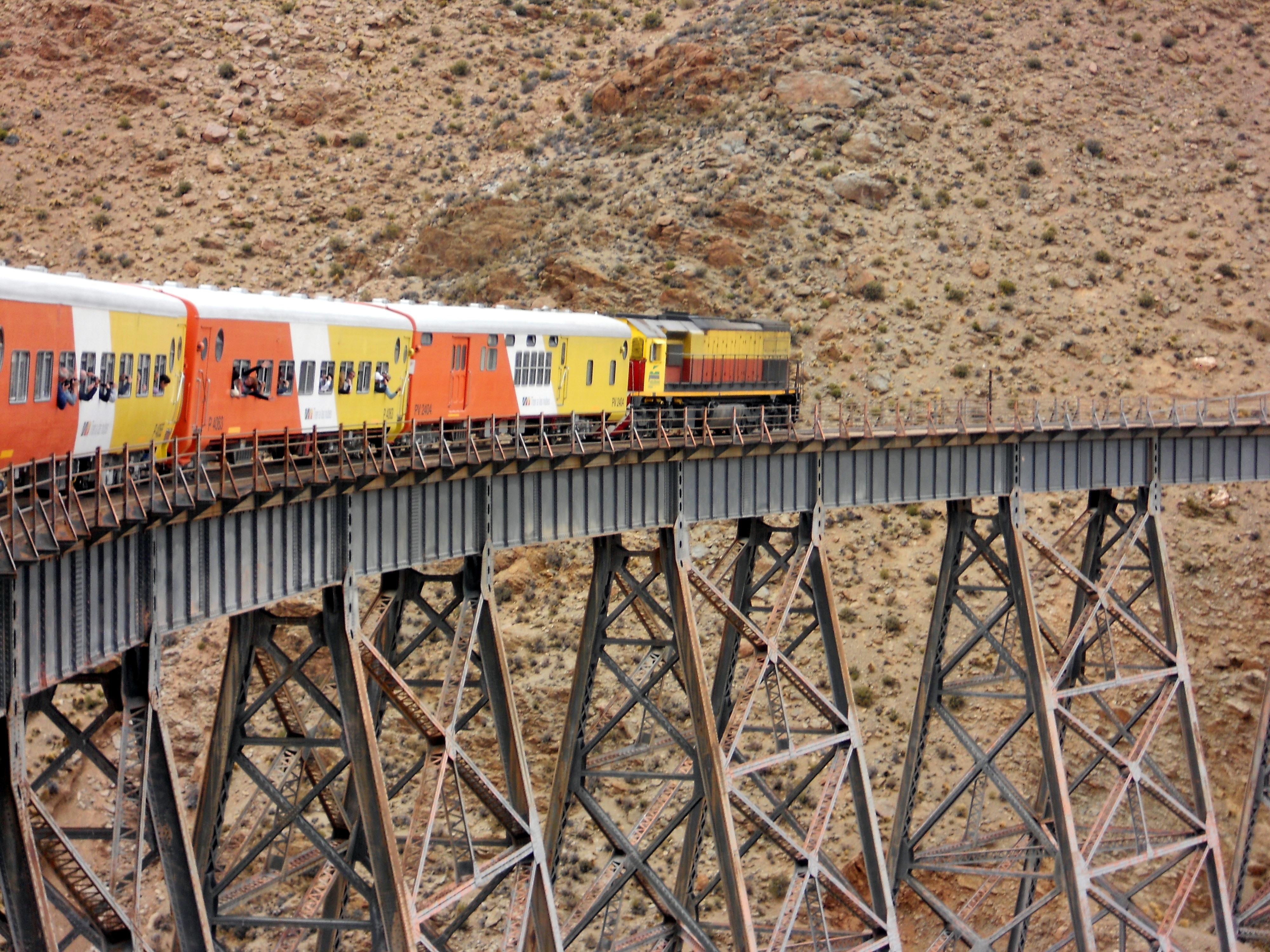
Viaductul La Polvorilla

Deși construcția de viaducte începe mai pronunțat în 1830 cu originea căii ferate, însemnătatea viaductului era cunoscută deja din antichitate, în special la romani.
Cel mai înalt viaduct de cale ferată din Germania este Podul de la Müngsten, construit din metal, între anii 1894 - 1897. 
Viaductul Millau, oficial deschis la 14 decembrie 2004, de către președintele Jacques Chirac, reprezintă unul din cele mai impozante poduri din lume: susținut de șapte piloni cu o lungime de 2460 metri și o înălțime maximă de 270 m, traversează valea râului Tarn, situată la cinci kilometri la vest de Millau.
Podul Regele Carol I, construit de Anghel Saligny la Cernavodă, inaugurat în anul 1895, se compunea dintr-un pod peste brațul Borcea (unul dintre brațele Dunării), unul peste Dunăre și un viaduct peste balta Iezerului, desființat în 1969, în urma desecării acestei bălți, și înlocuit cu un terasament de rambleu.